# 吉川本源氏物語
吉川本源氏物語（きっかわほんげんじものがたり）または吉川家本源氏物語（きっかわけほんげんじものがたり）は、源氏物語の写本の一つ。岩国藩主吉川家に伝来したことからこの名称で呼ばれ、現在はいずれも岩国市の施設に所蔵されていることから「岩国吉川家本（源氏物語）」と呼ばれることもある。以下の二つの写本が存在する。
- 現在は吉川史料館に所蔵されている河内本の本文を持つ写本
- 現在は岩国徴古館に所蔵されている青表紙本の本文を持つ写本

## 河内本
現在は山口県岩国市の吉川史料館に所蔵されている54帖の揃い本である。一部に補写と見られる巻を含むが補写の巻も含めて少なくとも室町時代以前の成立と見られる。本写本は元毛利家にあったもので、吉川広家の息子吉川広正と毛利輝元の娘「たけ」の婚儀（元和2年7月19日）の際毛利家からもたらされたものとされる。この写本の本文自体は河内本であり、河内本の中では尾州家本や鳳来寺本とは多くの異なりを見せるものの、御物本には近い本文であり、また耕雲本に一致する本文をとっている場合も存在する。本写本の本文には河内本系統の写本のなかでは平瀬本に近い部分もあり校訂途中を思わせる部分があったり空蝉巻の前半部分などに青表紙本を底本として書写されたのではないかと見られる部分も含まれている。
蓬生、関屋、松風、薄雲、少女、玉鬘、夕霧が室町時代以前の補写と見られる。この補写の部分は本文が青表紙本系統で、本写本の特色である目録と勘物を持っていない。

### 奥書
本写本の夢浮橋巻巻末には河内本系統の本文を持つ写本にしばしば見られる「源親行による奥書」が記されている。本書の奥書は御物本や鳳来寺本と共通する文言も含む一方他のどの河内本にも無い本写本独自の奥書も含んでおり、本写本独自の部分の中に素寂についての言及があり、「この写本を素寂が奪取した」とのこの写本の伝来についての極めて異様な文言を含んでいる特異なものであり、河内方が本流の義行（聖覚）や知行（行阿）と傍流の素寂とに分かれ激しく対立するようになった経緯を探る手がかりになる貴重なものである。

### 目録
各巻巻頭には目録（漢文目録と仮名目録）が記されている。源氏物語の写本で本写本以外に巻頭目録が付されている例としては七毫源氏（東山文庫蔵）、伝慈鎮筆初音巻（静嘉堂文庫蔵）などが知られている。漢文目録と仮名目録は概ね同じ内容であり、それぞれの巻の内容を項目としているものである。例えば桐壺巻の漢文目録と仮名目録の内容はそれぞれ以下のようになっている。
- 漢文目録
  - 桐壺御息所寵愛　　　六条院寵愛
桐壺御息所遺例　　　同人薨去
同人母逝去　　　　　六条院御文始
同人令相高麗相人給　同人勘申宿曜師
六条院為源氏　　　　薄雲女院母薨去
薄雲女院先帝四宮入内　六条院元服
同人渡御葵上御　　　同人号光君

仮名目録
  - きりつほのみやすんところてうあい　六てうのいんかうたん
きりつほのみやすんところいれい　　おなじ人しきよ
おなし人のははせいきょ　六てうのいんみふみはしめ
おなし人こまのさふ人にあはしめたまふ　同人すくようしかうかへ申
六てうのいんくえんしたり　うすくもの女えんははききさいかうす
うす雲の女えんせんていの四のみや内へまいり給ふ　六てうのいんけんふく
同人あふひのうへ御かたへわたらせ給ふ　同人ひかるきみと

### 勘物（注釈）
各巻巻末には勘物が記されており、内容は藤原伊行の源氏釈に一致する点が多く（増補本系統の代表的写本である前田家本源氏釈と注釈を加えている場所について比べたときの一致率は約92パーセントとされている。）、数少ない現存する源氏釈の伝本の一つとして扱われるようになっており、源氏釈の諸伝本を比較対照している書物にも写本記号「吉」写本名「吉川本」として収録されている。なお、この吉川本の勘物については奥入との近似を指摘する見解も存在する。

### 系図
本写本の夢浮橋の巻末には系図が記されている。人物の呼称や配列などといった系図の内容は源氏物語古系図の中では最も成立時期が古く原型に近いと考えられている九条家本に最も近いものの、為氏本に近い点も併せ持つという性格をもったものである。
また多くの源氏物語古系図を調査した常磐井和子が唱えた「系図に収録されている系譜部分の人数が少ないほど古く原型に近いものである」とする法則を本写本の系図に当てはめても、
- 九条家本系統の古系図
  - 九条家本　133人から134人（現存部分は117人であるが欠損があるため他本で補った推定値）
  - 秋香台本　133人
  - 帝塚山短大本　133人

- 吉川本（本写本）　137人

- 九条家本系統以外の系統の古系図
  - 伝為定本　141人
  - 為氏本　177人
  - 実秋筆本　179人
  - 天文本　189人
  - 正嘉本　210人から214人（現存部分は202本であるが欠損部分があるため推定値）
  - 後光厳院本　235人

という位置づけになり、やはり九条家本そのものではないものの九条家本に近いかなり古い時期のものであるということになる。
光源氏物語本事には更級日記の異文に含まれる「譜」について当時の有識者たちに聞いて回った中で、衣笠内府（衣笠家良）による「源氏物語の写本には常に系図がついている」とする証言を記載しているが、現在知られている古い時期に成立した源氏物語の写本の中で実際に系図が付されていることが知られている写本は本写本を含めて多くはない。

### 校本への採用状況など
『校異源氏物語』及びそれを引き継いだ『源氏物語大成校異編』への採用は無い。『河内本源氏物語校異集成』には写本記号「岩」、写本名「岩国吉川家本　吉川史料館蔵」として対校本文の一つに採用されている。
本写本単独での影印本や翻刻本の出版は無いものの、本写本の特徴である巻頭目録、巻末の勘物、夢浮橋巻末の奥書及び系図についてはそれぞれ翻刻が存在する。また源氏釈に一致する勘物部分については源氏釈の諸本集成に収められている。

## 青表紙本
現在は山口県岩国市の岩国徴古館に所蔵されている54帖の揃い本であり、「源氏外題」なる書写目録が付されている。本文は青表紙本の中でも三条西家本の系統に属する。三条西実隆等筆によるとされる寄合書き本である。永正13年から14年ころ（1516年から1517年ころ）の成立と推定される。この成立時期は三条西家本系統の写本として延徳年間（1490年ころ）成立と見られる書陵部蔵本と享禄4年（1531年）成立の日大蔵本の中間に位置するものである。本文の内容についても三条西家本の特徴とされる河内本からの影響について見ると、書陵部蔵本→吉川本→日大蔵本の流れでの影響を読み取ることが出来るものである。本写本については『校異源氏物語』及びそれを引き継いだ『源氏物語大成校異編』等の主要な校本への採用は無い。また本写本単独での影印本や翻刻本の出版も無い。